# Kanton Bléneau
Kanton Bléneau is een voormalig kanton van het Franse departement Yonne. Het kanton maakte deel uit van het arrondissement Auxerre. Het werd opgeheven als gevolg van de administratieve herindeling beslist in 2013 en van kracht sinds 22 maart 2015 waarbij alle gemeenten werden opgenomen in het op die dag opgerichte kanton Coeur de Puisaye.

## Gemeenten
Het kanton Bléneau omvatte de volgende gemeenten:
- Bléneau (hoofdplaats)
- Champcevrais
- Champignelles
- Rogny-les-Sept-Écluses
- Saint-Privé
- Tannerre-en-Puisaye
- Villeneuve-les-Genêts